# Lexicon Nederlandse beeldende kunstenaars 1750-1950
Het Lexicon Nederlandse beeldende kunstenaars 1750-1950 geldt als een standaardwerk waarin over alfabetisch gerangschikte kunstenaars uit de genoemde periode een beknopte biografie, alsmede een beschrijving en karakteristiek van het werk zijn opgenomen. Het naslagwerk is samengesteld en uitgegeven door de Haagse kunsthandelaar Pieter A. Scheen en is niet alleen onder professionals (kunsthandelaren, taxateurs, veilingmeesters, enzovoort), maar ook onder kunstliefhebbers en verzamelaars een begrip geworden.
De eerste editie verscheen in 1946 onder de titel Honderd jaar Nederlandsche schilder- en teekenkunst, ruim twintig jaar later gevolgd door het tweedelige standaardwerk. In 1981 bracht zoon Pieter Scheen een herziene versie uit over de jaren 1750-1880. De uitgaven van vader en zoon worden resp. wel 'rode Scheen' en 'blauwe Scheen' genoemd.
In 2000 verscheen een nieuw lexicon op basis van meer en recentere literatuur: het zesdelige Beeldend Benelux dat ook Belgische en Luxemburgse kunstenaars omvat en dat sindsdien als standaardwerk geldt.

## Bibliografische gegevens
- Pieter A. Scheen, Lexicon Nederlandse beeldende kunstenaars 1750-1950. 2 delen. Den Haag, 1969-1970.